# 广大路

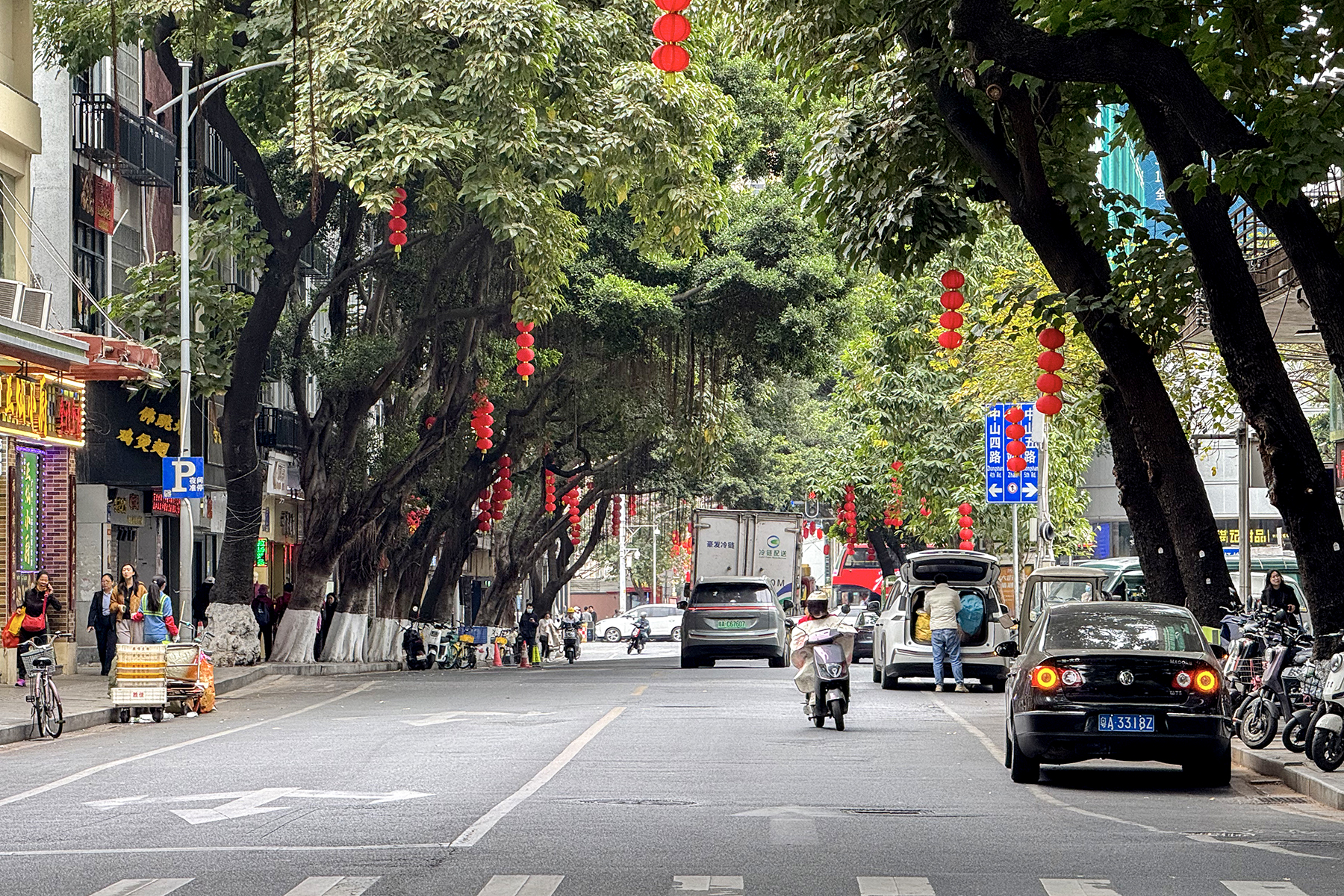
广大路街景（2025年2月）

廣大路是中國廣州市越秀區的一條南北走向的道路，位於广卫路以南，中山五路以北。全長207米，寬12米。

## 歷史
1920年，市政府拆廣州府署，開闢成廣大路。1927年4月21日，中共廣州市委第一次會議在廣大路廣大二巷4號4樓召開。

## 特色
廣大路鄰近北京路步行街，以服裝、飲食業爲主。

## 兩旁的主要建築物/機構
由北往南排列
- 廣大路郵局
- 廣大路市場
- 五月花廣場

## 交通
巴士
- 廣衛路站
- 廣仁路站
- 中山五路站

地鐵
- 广州地铁1号线2号线 公園前站

均在鄰近廣大路位置設有出口。